# Gnetum africanum
Gnetum africanum Welw. – gatunek rośliny z rodziny gniotowatych (Gnetaceae Blume). Występuje naturalnie w Nigerii, Kamerunie, Gabonie, Demokratyczna Republika Konga oraz Angoli (według niektórych źródeł także w Kongo i Republice Środkowoafrykańskiej).

## Morfologia
PokrójWiecznie zielone, zdrewniałe liany. Dorasta do 10 m wysokości.
LiścieMają kształt od podłużnie owalnego do podłużnie eliptycznego lub lancatowatego. Mierzą 10–13 cm długości i 3–5,5 cm szerokości. Blaszka liściowa jest o nasadzie zbiegającej po ogonku i krótko spiczastym wierzchołku. Ogonek liściowy jest nagi i dorasta do 5–10 mm.

## Biologia i ekologia
Rośnie w wiecznie zielonych lasach. Występuje na wysokości od 500 do 1200 m n.p.m. Liście tego gatunku bywają zjadane przez goryle.

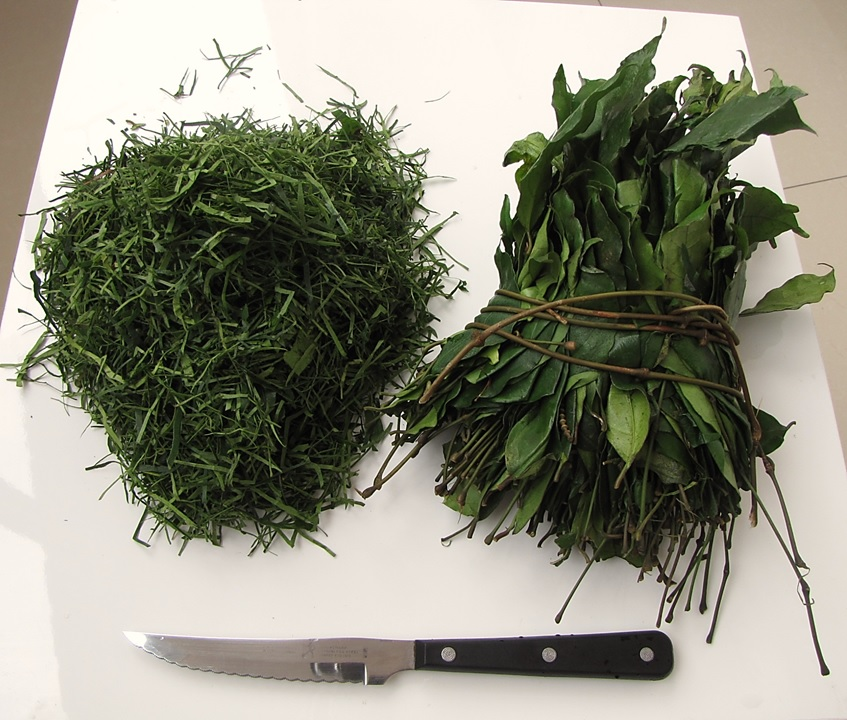
Liście tego gatunku mają zastosowanie komercyjne

## Zastosowanie
Liście i nasiona są jadalne po ugotowaniu. Liście bywają krojone w drobne paseczki, następnie gotowane w sosach i spożywane z maniokiem. Kora wykorzystywana jest do produkcji sieci rybackich. W Nigerii liści stosowane są w leczeniu powiększonej śledziony, bólu gardła oraz jako środek przeczyszczający. Lokalnie w Demokratyczna Republika Konga ma zastosowanie w leczeniu nudności i jest uważany za antidotum niektórych form trucizny. W Kongo liście są stosowane jako opatrunek na brodawki i czyraki.

## Ochrona
W Czerwonej księdze gatunków zagrożonych został zaliczony do kategorii NT – gatunków bliskich zagrożeniu. Rozmiar populacji nie jest znany, lecz wiadomo, że ma jej liczebność ma tendencję spadkową.
Gnetum africanum charakteryzuje się relatywnie duży zasięg występowania – niemal w całej tropikalnej Afryki. Roślina toleruje szeroki zakres siedlisk i warunków środowiskowych. Jest wykorzystywany przez społeczności lokalne ze względu na jej użyteczność (zwłaszcza ze względu na jadalne liście, a także liczne zastosowania lecznicze). Duża ilość materiału z tej rośliny znajduje się w obrocie lokalnym i międzynarodowym, z czego większość pochodzi z dzikich stanowisk. Wywóz z krajów takich jak Kamerun, Gabon i Republika Środkowoafrykańska do Nigerii szacuje się na 2500–4000 ton rocznie. Ogólny wskaźnik zbierania materiału roślinnego z dzikich populacji nie jest znany, ale wydaje się wzrastać. Pomimo dużego zasięgu występowania intensywne zbieranie tej rośliny uważane jest za poważne zagrożenie dla tego gatunku. Zbiory rośliny są znaczne i niekontrolowane, co może doprowadzić do drastycznego spadku liczebności populacji. Według IUCN zrównoważona uprawa powinna ograniczyć presję na dzikie stanowiska a monitorowanie stanu populacji powinno być podjęte w celu zapewnienia stabilności populacji.